# Região Geográfica Imediata de Registro
A Região Geográfica Imediata de Registro é uma das 53 regiões imediatas do estado brasileiro de São Paulo, uma das seis regiões imediatas que compõem a Região Geográfica Intermediária de Sorocaba e uma das 509 regiões imediatas no Brasil, criadas pelo IBGE em 2017.
É composta por 13 municípios, tendo uma população estimada pelo IBGE para 1.º de julho de 2017, de 256 695 habitantes e uma área total de 12 343,926 km².

## Municípios
Fonte: IBGE – Cidades
| Município      | População Estimada (2017) | Área (km²) |
| -------------- | ------------------------- | ---------- |
| Barra do Turvo | 7 781                     | 1007,67    |
| Cajati         | 28 870                    | 454,436    |
| Cananéia       | 12 609                    | 1237,357   |
| Eldorado       | 15 436                    | 1654,256   |
| Iguape         | 30 644                    | 1978,795   |
| Ilha Comprida  | 10 656                    | 196,567    |
| Iporanga       | 4 299                     | 1152,059   |
| Jacupiranga    | 17 900                    | 704,189    |
| Juquiá         | 19 192                    | 812,799    |
| Miracatu       | 20 288                    | 1001,484   |
| Pariquera-Açu  | 19 537                    | 359,414    |
| Registro       | 56 430                    | 722,201    |
| Sete Barras    | 13 053                    | 1062,699   |
| Total          | 256 695                   | 12 343,926 |